# Justiție penală
Justiția penală este o ramură principală a sistemului judiciar dintr-un stat, alături de justiția civilă și de justiția administrativă. Împreună ele alcătuiesc puterea judiciară într-un stat de drept.